# Solunte
Solunte (en griego antiguo: Σολόεις, Σολοῦς ) es una antigua ciudad de Sicilia, uno de los tres principales asentamientos fenicios en la isla, situada en la costa norte, a 2 km de Santa Flavia y a unos 16 kilómetros al este de Panormo (moderna Palermo), e inmediatamente al este del promontorio llamado Capo Zafferano. Está emplazada a 205 m de altitud sobre el nivel del mar, enfrente de la vertiente sureste del Monte Catalfano (373 m). Su ubicación contaba con fuertes defensas naturales. Su posición topográfica le confería un buen punto de observación y control de la zona costera.

## Historia

Ubicación de Solunte, en el norte de Sicilia.

El nombre griego Solunte, según el mito de la fundación, trasmitido por Hecateo de Mileto, derivaría del de un ladrón, Solus, que fue matado por Heracles. Es mencionada como una de las ciudades ocupada por los fenicios tras la primera colonización griega, junto con Motia y Panormo.

## Excavaciones y restos

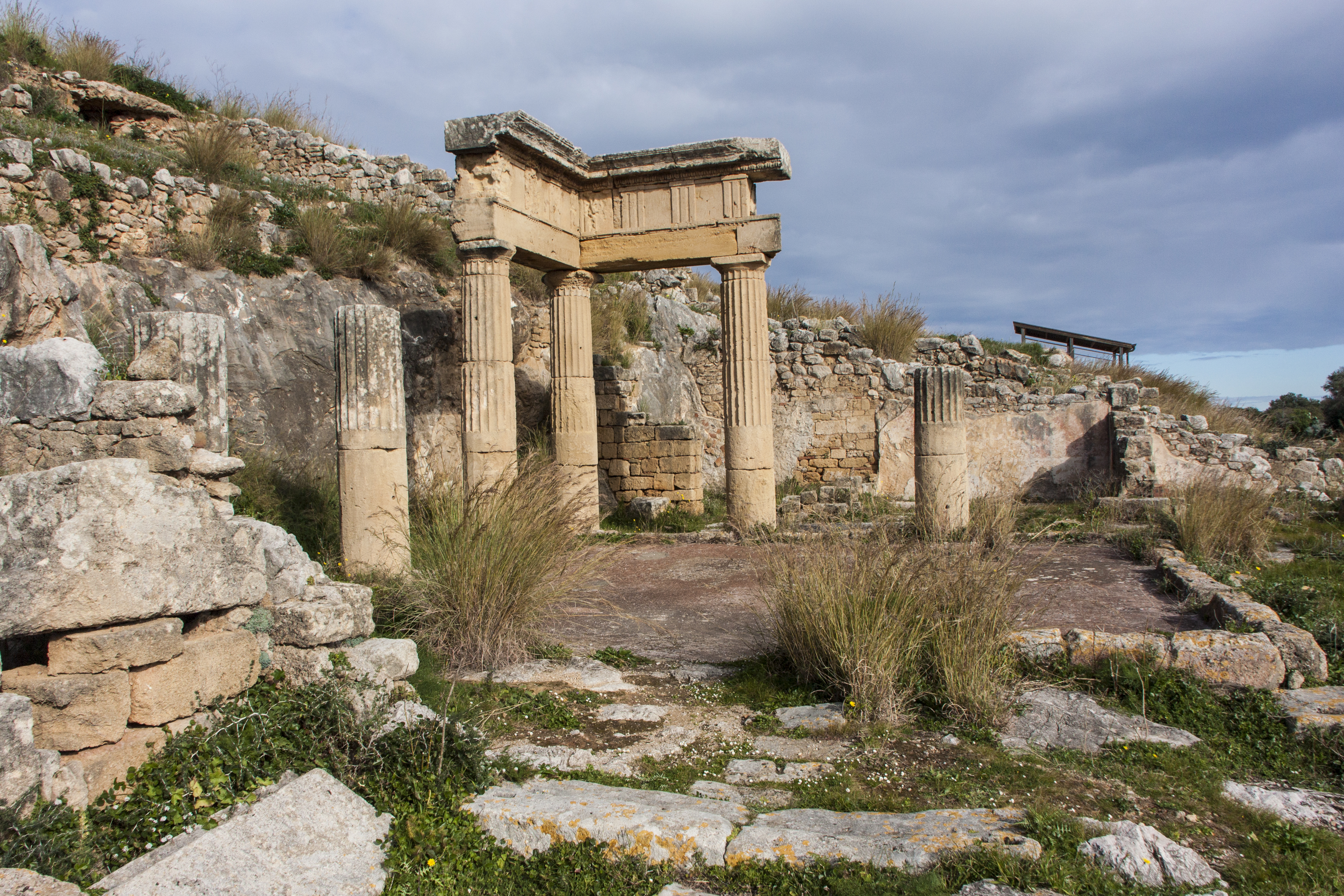
Gymnasium

Las excavaciones han sacado a la luz considerables restos de la antigua ciudad romana, y gran parte de ella aún permanece sin explorar. El yacimiento fue identificado utilizando fuentes literarias antiguas por Tommaso Fazello en su Historia de Sicilia de 1558. Las primeras excavaciones fueron realizadas en 1825 por Domenico Lo Faso Pietrasanta y publicadas en su obra  Le antichità della Sicilia. Vol 5: Antichità di Catana — Palermo. 1842, pp. 57-67. Desenterró un santuario y descubrió varias estatuas. Francesco Saverio Cavallari realizó excavaciones sistemáticas a partir de 1856, tras su nombramiento como primer profesor de arqueología en la Universidad de Palermo. El primer plano de la ciudad se publicó en 1875